# Evergestis dusmeti
Evergestis dusmeti is een vlinder uit de familie grasmotten (Crambidae). De wetenschappelijke naam is voor het eerst gepubliceerd in 1955 door Ramon Agenjo.
De soort komt voor in Spanje.